# Jacob Albrecht (Basketballspieler)
Jacob Albrecht (* 5. Mai 1995) ist ein deutscher Basketballspieler.

## Laufbahn
Albrecht spielte wie sein älterer Bruder Paul in der Jugendabteilung des Oldenburger TB. Ab 2014 stand er im Kader der Baskets Akademie Weser-Ems/Oldenburger TB in der 2. Bundesliga ProB und wurde im Spieljahr 2014/15 mit den Niedersachsen Meister dieser Spielklasse. Albrechts beste statistische Werte wurden in der Saison 2015/16 verzeichnet, als er 22 Spielen der 2. Bundesliga ProB im Durchschnitt 3,7 Punkte und 2,2 Rebounds erzielte.
2017 verließ er Oldenburg und wechselte innerhalb der 2. Bundesliga ProB zum ETB Essen, für den er in der Saison 2017/18 in 27 Einsätzen im Schnitt 2,9 Punkte erzielte.
Ende Mai 2018 wurde Albrecht vom Bundesligisten BG Göttingen verpflichtet. Dort blieb er Ergänzungsspieler und kam auf drei Kurzeinsätze in der Bundesliga.
Im Sommer 2019 schloss er sich den viertklassigen MTB Baskets Hannover an. Anschließend spielte er wieder für den Oldenburger TB, 2022 stieg er mit der Mannschaft als Meister der 2. Regionalliga in die 1. Regionalliga auf.